# Протопопов, Владимир Васильевич (музыковед)
Влади́мир Васи́льевич Протопопо́в (30 июня [13 июля] 1908, Москва — 18 февраля 2004, Москва) — советский и российский музыковед, доктор искусствоведения (1960), профессор; заслуженный деятель искусств РСФСР (1966).

## Биография
Родился в небогатой многодетной семье. В 1926 году окончил общеобразовательную школу. С 14 лет занимался по фортепиано у В. А. Зиринга, затем по теории у И. И. Дубовского. В 1926—1930 годах занимался на композиторском отделении Музыкального техникума им. Н. Г. Рубинштейна, работая по необходимости в бухгалтерии Госиздата.
В 1933 году поступил на историко-теоретический факультет Московской консерватории. В процессе приёмных экзаменов обнаружилось, что отличная подготовка по гармонии и сольфеджио позволяет сразу освободить его от прохождения этих предметов.
В 1937 окончил Московскую консерваторию по классу Л. А. Мазеля (историко-теоретический факультет). В 1935—1939 гг. преподавал в музыкальном училище при Московской консерватории, в 1937—1941 гг. — в Центральном заочном институте повышения квалификации музыкантов-педагогов.
С 1938 г. преподавал в Московской консерватории (с 1961 г. — профессор). В годы Великой Отечественной войны в условиях эвакуации (был эвакуирован с Московской консерваторией в Саратов) закончил работу над диссертацией и блестяще защитил её 5 ноября 1942 года.
С 1943 года, вернувшись в Москву, работал в консерватории на кафедре теории музыки, руководимой тогда профессором И. В. Способиным. Одновременно с преподаванием в Московской консерватории в 1948—1959 гг. работал в институте истории искусств АН СССР (старший научный сотрудник, заведующий сектором музыки).
В 1960-х создал специальный курс в Московской консерватории — «История полифонии».
Похоронен на Ваганьковском кладбище (уч. 2).

## Научная деятельность
В 1937—1941 годах опубликовал свои первые музыковедческие работы. В 1942 г. защитил кандидатскую («Камерное инструментальное творчество Танеева»), в 1960 — докторскую диссертацию. Доцент (1943), профессор (1961).
Основные направления исследований — теория и история музыкальных форм, полифонии; история русской музыки XVII—XIX веков.
Неоднократно выступал с научными докладами на международных конгрессах: в Берлине (1970), Софии (1971), Варшаве (1970), Быдгоще (1972, 1975).

### Избранные труды
- Берков В. О., Протопопов В. В. «Золотой петушок» — опера Н. А. Римского-Корсакова. — 2-е изд. — М. : Музгиз, 1962. — 56 с. — (Путеводители по операм).
  - «Золотой петушок» Н. А. Римского-Корсакова. — 4-е изд. — М. : Музыка, 1985. — 46 с.
- История полифонии. — М. : Музыка, 1983-.
  - Вып. 3: Западноевропейская музыка XVII — первой четверти XIX века / Вл. Протопопов. — 1985. — 494 с. — 10 000 экз.
  - Вып. 4: Западноевропейская музыка XIX — начала XX века / В. Протопопов. — 1986. — 317+2 с.
  - Вып. 5: Полифония в русской музыке XVII — начала XX века / Вл. Протопопов. — 1987. — 316+2 с.
- Ливанова Т. Н., Протопопов В. В. Глинка. Творческий путь : [Т.] 1-2 / Акад. наук СССР. Ин-т истории искусств. — М.: Музгиз, 1955. — 404+380 с.
- Ливанова Т. Н., Протопопов В. В. Оперная критика в России / Ин-т истории искусств М-ва культуры СССР. — М. : Музыка, 1966.
  -  — Т. 1. Вып. 1. — 1966. — 411 с.
  -  — Т. 1. Вып. 2. — 1967. — 192 с.
  -  — Т. 2, Вып. 3. — 1969. — 423 с.
  -  — Т. 2, Вып. 4. — 1973. — 339 с.
- Протопопов В. В. Вариации в русской классической опере. — М. : Музгиз, 1957. — 128 с. — (В помощь педагогу-музыканту).
- Протопопов В. В. Вариационные процессы в музыкальной форме. — М. : Музыка, 1967. — 151 с. — (В помощь педагогу-музыканту)
- Протопопов В. В. «Иван Сусанин» Глинки : Муз.-теорет. исследование / Акад. наук СССР. Ин-т истории искусств. — М. : Изд-во Акад. наук СССР, 1961. — 420 с.
- Протопопов В. В. Из истории форм инструментальной музыки XVI—XVIII веков : Хрестоматия : Учеб. пособие для студентов муз. вузов / Моск. гос. консерватория им. П. И. Чайковского. Каф. теории музыки. — М. : Музыка, 1980. — 237+3 с. — 5000 экз.
- Протопопов В. В. Из неопубликованного наследия / Московская гос. консерватория им. П. И. Чайковского, Каф. теории музыки. — М.: Московская консерватория, 2011. — 394+1 с. — 300 экз. — ISBN 978-5-89598-248-8
- Протопопов В. В. Избранные исследования и статьи / [Сост. Н. Н. Соколов]. — М. : Сов. композитор, 1983. — 304 с. — 5380 экз.
- Протопопов В. В. История полифонии в ее важнейших явлениях : [Учебник для очных, заоч. и вечерних отд-ний высш. муз. учеб. заведений : В 2 вып.] / Моск. ордена Ленина гос. консерватория им. П. И. Чайковского. Кафедра теории музыки. — М. : Музгиз, 1962.
  -  — [Вып. 1] : Русская классическая и советская музыка. — 1962. — 295 с.
- Протопопов В. В. История полифонии в ее важнейших явлениях : Зап.-европ. классика XVIII—XIX в. : [Учебник для музыковедческих фак. вузов] / Моск. ордена Ленина гос. консерватория им. П. И. Чайковского. Кафедра теории музыки. — М. : Музыка, 1965. — 615 с.
- Протопопов В. В. История сонатной формы : сонатная форма в западноевропейской музыке конца XVIII — 1-й половины XIX века : Бетховен, Вебер, Шуберт, Мендельсон, Шопен, Шуман / Моск. гос. консерватория им. П. И. Чайковского, Каф. теории музыки. — М.: Музыка, 2013. — 190+2 с. — 1000 экз. — ISBN 978-5-7140-1236-5
- Протопопов В. В. История сонатной формы : сонатная форма в русской музыке / науч. ред. Т. Н. Дубравская; Моск. гос. консерватория им. П. И. Чайковского, Каф. теории музыки. — М. : Музыка, 2010. — 437+2 с. — 500 экз. — ISBN 978-5-7140-1186-3
- Протопопов В. В. Музыкально-теоретические проблемы оперного искусства Глинки на основе анализа оперы «Иван Сусанин» : Автореф. дис. … д-ра искусствоведения / Моск. ордена Ленина гос. консерватория им. П. И. Чайковского. — М., 1960. — 15 с.
- Протопопов В. В. Очерки из истории инструментальных форм XVI — начала XIX века : [Учеб. пособие для муз. вузов]. — М. : Музыка, 1979. — 327 с. — 5000 экз.
- Протопопов В. В. Принципы музыкальной формы И. С. Баха : Очерки. — М. : Музыка, 1981. — 355 с. — 10 000 экз.
- Протопопов В. В. Принципы музыкальной формы Бетховена : Сонатно-симфон. циклы ор. 1-81 / Моск. гос. консерватория им. П. И. Чайковского. Кафедра теории музыки. — М.: Музыка, 1970. — 331 с. — 5000 экз.
- Протопопов В. В. Русская мысль о музыке в XVII веке. — М. : Музыка, 1989. — 94+2 с. — (Библиотека музыканта педагога). — 4000 экз. — ISBN 5-7140-0140-0
- Протопопов В. В. Русское церковное пение : Опыт библиогр. указ. от середины XVI в. по 1917 г. — М. : Музыка, 2000. — 139+3 с. — 1000 экз. — ISBN 5-7140-0653-4
- Протопопов В. В. Сложные (составные) формы музыкальных произведений : Метод. разработка по курсу анализа муз. произведений / Центр. заоч. муз.-мед. ин-т, Кафедра теории музыки. — М. : Б. и., 1941. — 48 с.
- Протопопов В. В. Сонатная форма в западноевропейской музыке 2-й половины XIX века : Берлиоз, Лист, Вагнер, Верди, Франк, Брамс / Моск. гос. консерватория им. П. И. Чайковского. — М. : Музыка, 2002. — 131+1 с. — 1000 экз. — ISBN 5-7140-1161-9
- Протопопов В. В. Форма рондо в инструментальных произведениях Моцарта. — М. : Музыка, 1978. — 94 с. — (В помощь педагогу-музыканту). — 6000 экз.
- Протопопов В. В., Туманина Н. В. Оперное творчество Чайковского / Акад. наук СССР. Ин-т истории искусств. — М.: Изд-во Акад. наук СССР, 1957. — 370 с.

## Награды и признание
- орден Трудового Красного Знамени (28.12.1946)
- Орден «Знак Почёта»
- премия на Международном конкурсе музыковедческих работ о Шопене (Варшава, 1960) — за труд «Вариационный метод развития тематизма в музыке Шопена» // Фридерик Шопен. — М., 1960.
- заслуженный деятель искусств РСФСР (1966).
- Государственная премия Российской Федерации (1996).